# Каборда, Владислав Игоревич
Владислав Игоревич Каборда (бел. Уладзіслаў Ігаравіч Каборда; род. 24 июля 1995, Минск) — белорусский футболист, защитник.

## Клубная карьера
Воспитанник клуба «Минск». В первом полугодии 2012 года выступал за фарм-клуб «Минск-2» во Второй лиге, а затем перешёл в дубль «Минск». Сезон 2014 он начал в дубле, а в мае снова оказался в составе «Минска-2», который уже выступал в Первой лиге. По окончании сезона 2014 «Минск-2» прекратил свое существование. В марте 2015 года защитник, после недолгого просмотра в гродненском «Немане», стал игроком «Смолевичи-СТИ».
Позже выступал за разные клубы Первой лиги: сезон 2016 начал в минском «Торпедо», а затем перешел в «Ошмяны-БГУФК», первую половину 2017 года провёл в «Барановичах». Он был стартовым игроком во всех командах. В июле 2018 года, покинув «Барановичи», перешёл в клуб «Паланга» из Первой лиги Литвы. Вывел клуб в высший дивизион, где провел сезон 2018 в качестве основного защитника.
В марте 2020 года вернулся в Беларусь, став игроком «Сморгони». Был игроком стартового состава команды. В феврале 2021 года, после того как «Сморгонь» завоевала место в Высшей лиге, продлил контракт с клубом. Дебютировал в высшем дивизионе 13 марта 2021 года, отыграв все 90 минут в матче первого тура против «Энергетика» (0:3). В дальнейшем он чередовал выступления в стартовом составе с пребыванием на скамейке запасных.
В начале 2022 года, после ухода из «Сморгони», был на просмотре в бобруйской «Белшине», но безуспешно.

## Карьера за сборную
В сентябре 2011 года выступал за юношескую сборную Беларуси (до 17 лет) в отборочном раунде, а в марте 2012 года — в элитных раундах чемпионата Европы.
В октябре 2013 года выступал за молодёжную сборную Беларуси (до 19 лет) в отборочном раунде чемпионата Европы.

## Статистика
| Сезон    | Дивизион | Клуб            | Страна        | Матчи | Голы |
| -------- | -------- | --------------- | ------------- | ----- | ---- |
| 2012 (1) | Д2       | Минск-2         | Флаг Беларуси | 10    | 0    |
| 2012 (2) | дубль    | Минск           | Флаг Беларуси | 12    | 0    |
| 2013     | дубль    | Минск           | Флаг Беларуси | 28    | 0    |
| 2014 (1) | дубль    | Минск           | Флаг Беларуси | 5     | 0    |
| 2014 (2) | Д2       | Минск-2         | Флаг Беларуси | 21    | 0    |
| 2015     | Д2       | Смолевичи-СТИ   | Флаг Беларуси | 20    | 0    |
| 2016 (1) | Д2       | Торпедо (Минск) | Флаг Беларуси | 11    | 0    |
| 2016 (2) | Д2       | Ошмяны-БГУФК    | Флаг Беларуси | 11    | 0    |
| 2017 (1) | Д2       | Барановичи      | Флаг Беларуси | 14    | 0    |
| 2017 (2) | Д2       | Паланга         | Флаг Литвы    | 14    | 0    |
| 2018     | Д1       | Паланга         | Флаг Литвы    | 18    | 0    |
| 2020     | Д2       | Сморгонь        | Флаг Беларуси | 22    | 0    |
| 2021     | Д1       | Сморгонь        | Флаг Беларуси | 18    | 0    |

## Достижения

### «Паланга»
- Чемпион Первой лиги Литвы: 2017